# Hortencia Enríquez Ortega
Hortencia Enríquez Ortega (Flores Magón, Chihuahua, 1 de abril de 1953) es una política mexicana, miembro del Partido Revolucionario Institucional (PRI), que fue, entre varios cargos, diputada federal de 2000 a 2003.

## Biografía
Hortencia Enríquez es contadora privada por el Instituto Progresa y tiene estudios de bachillerato en la Universidad Autónoma de Chihuahua. Miembro del PRI desde 1971 en su sector agrario, fue agricultora y productora agropecuaria. En adición se desempeñó en otras actividades particulares, entre las que estuvo comerciante de fertilizantes y semillas y gerente de la Asociación Rural de Interés Colectivo Las Lajas en Ricardo Flores Magón, Chihuahua de 1984 a 1989.
De 1986 a 1989 fue regidora del ayuntamiento del municipio de Buenaventura encabezado por Óscar Acosta González, y cuando este dejó la tituralidad en los últimos meses de la administración, lo suplió como presidenta municipal interina, simultáneamente a la regiduría, ocupó en el mismo periodo la dirección del DIF municipal.
En la Liga de Comunidades Agrarias y Sindicatos Campesinos, sección de la Confederación Nacional Campesina en Chihuahua, fue secretaria de Acción Femenil en 1987, y luego de 1990 a 1995 en el comité directivo campesino del PRI en Flores Magón y de 1994 a 1995 delegada especial de la misma Liga en diversos municipios del estado.
De 1995 a 1998 fue diputada a la LVIII Legislatura del Congreso del Estado de Chihuahua por el Distrito 12 con cabecera en Nuevo Casas Grandes, en ella fue presidenta del Congreso y secretaria de la comisión de Agricultura. Al término de dicho cargo, de 1998 a 2000 fue directora de Enlace Institucional de la Secretaría de Desarrollo Rural del gobierno de Chihuahua encabezado por el gobernador Patricio Martínez García.
En 2000 fue postulada candidata del PRI a diputada federal por el Distrito 1 de Chihuahua, resultando electa para la LVIII Legislatura que concluyó en 2003, y en la que fue secretaria de la comisión especial para dar Seguimiento a las Investigaciones relacionadas con los homicidios de las mujeres, perpetrados en Ciudad Juárez, Chihuahua; así como integrante de las comisiones de Desarrollo Social; y de Recursos Hidráulicos.